# جانوس رينر
جانوس رينر (بالمجرية: Renner János)‏ (و. 1889 – 1976 م) هو فيزيائي مجري، ولد في شوبرون، توفي في بودابست، عن عمر يناهز 87 عاماً.

## جوائز
حصل على جوائز منها:
- نيشان الفنون والآداب من رتبة قائد (17 يناير 2013)[2]
- جائزة المنافسة العامة  [لغات أخرى]‏ (1946)